# Krími platform
A Krími Platform (ukránul: Кримська платформа, krími tatár nyelven: Qırım platforması, angolul: Crimea Platform) – informális nemzetközi fórum, amelynek célja, hogy Ukrajna konzultációkat folytasson és egyeztessen nemzetközi partnereivel a Krím Oroszország által annektálásának következményeiről, hatékony eszközöket dolgozzon ki az ebből adódó fenyegetésekkel szemben, és végső soron a félszigeten visszaállítsa az ukrán fennhatóságot.

2020-ban Ukrajna Külügyminisztériuma Volodimir Zelenszkij államfő kezdeményezésére dolgozta ki a Krími Platform koncepcióját, és azonnal hozzálátott, hogy kezdeményezés globális támogatására partnereket nyerjen meg, illetve megszervezze az első csúcstalálkozót.

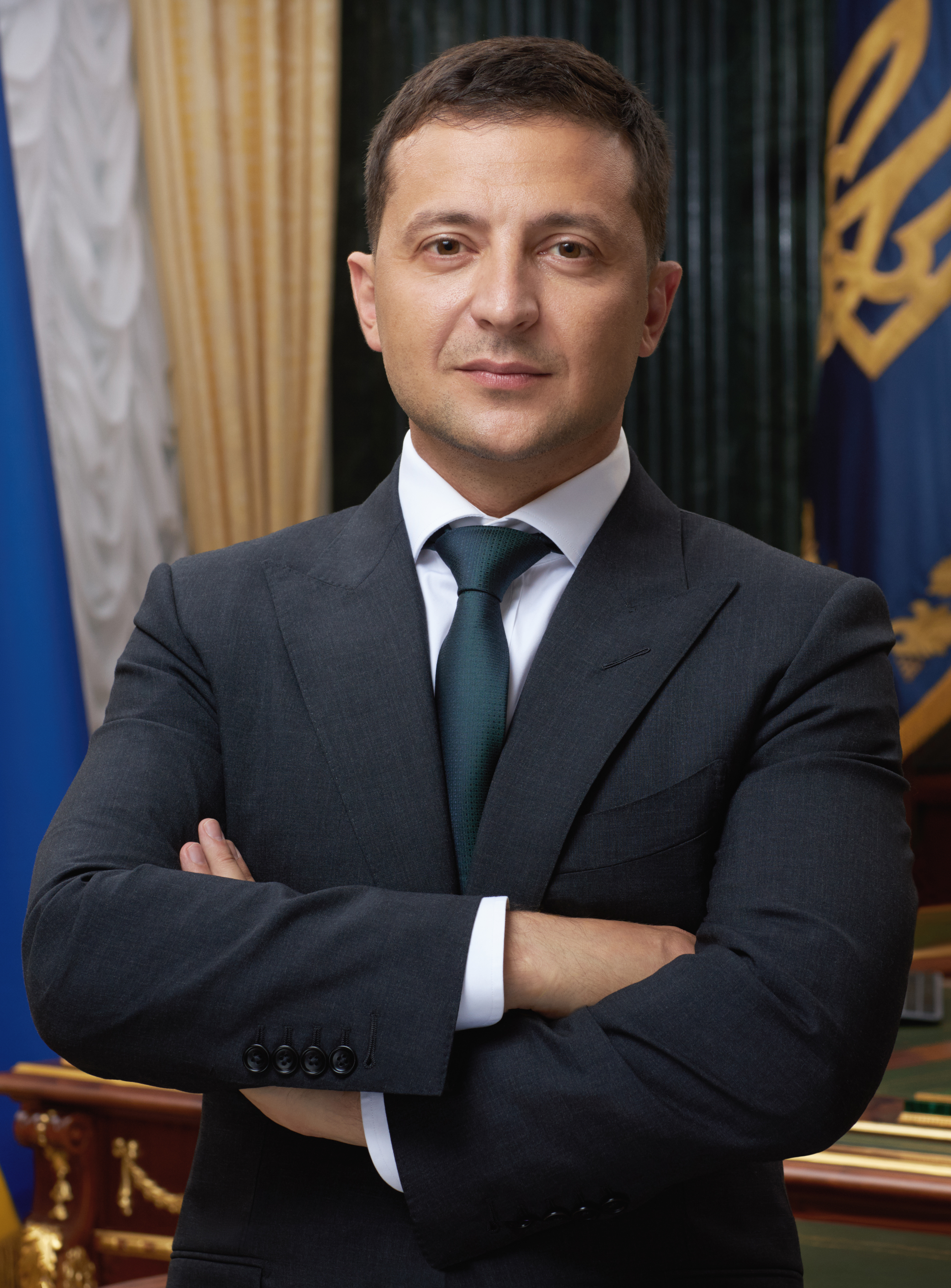
Volodimir Zelenszkij, Ukrajna elnöke

A Platform hivatalosan 2021. augusztus 23-án Kijevben az első csúcstalálkozón indult útjára. Az esemény résztvevői közös nyilatkozatot fogadtak el, amely rögzíti a nemzetközi közösség álláspontját a Krímmel kapcsolatban 

## A Krími Platform célja
Egyesíteni a nemzeti és nemzetközi erőfeszítéseket az ukrán félsziget visszaszerzése érdekében.
A Krími Platform tevékenysége öt kiemelt területe:
1. a Krím annektálását el nem ismerő nemzetközi politika konszolidálása;
2. a szankciók hatékonyságának biztosítása érdekében a kerülőutak blokkolása;
3. az emberi jogok és a nemzetközi humanitárius jog védelme;
4. a biztonság szavatolása az Azovi- és a Fekete-tenger térségében, a nemzetközi vizek szabad hajózáshatóság biztosítása;
5. az annektálás ökológiai és gazdasági következményeinek leküzdése.[3]

A Krími Platformhoz nyitott az új partnerek irányában, azaz bármely ország csatlakozhat, amelyik egyetért a céljaival, és külpolitikájukban prioritást élvez azok támogatása: az emberi jogok védelme, a szabad hajózás, a nemzetközi jog és a nemzetközi humanitárius jog, a környezetvédelem, az emberek kulturális, oktatási és felekezeti jogainak védelme.
A Krími Platform tevékenységének szintjei:
1. Kormányzati;
2. Parlamenti;
3. Szakértői.

## A Krími Platform parlamenti dimenziója és a szakértői hálózat
A Krími Platformot támogató csoportok jöttek létre Ukrajna Legfelsőbb Tanácsának közreműködésével a NATO Parlamenti Közgyűlésében, Lettország és Litvánia parlamentjeiben.
A Krími Platform szakértői hálózatának alapító fórumára 2021. augusztus 6-án került sor Kijevben. Ehhez a hálózathoz már 33 ország több mint 200 – ukrán és külföldi – független szakértője és tudósa csatlakozott.
A hálózat biztosítja a megszállt Krím félsziget, valamint az Azovi- és a Fekete-tengeri régió helyzetének folyamatos ellenőrzését és mélyreható elemzését, érdemi javaslatokat dolgoz ki a Krími Platform tevékenységének támogatására, nemzeti és nemzetközi szinte szakértői javaslatokat fogalmaz meg a Krím fölött az ukrán szuverenitás visszaszerzése érdekében. Kiemelt figyelmet kap a politikai foglyok helyzete az annektált Krím félszigeten.

## Az alakuló csúcstalálkozó és a Krími Platform résztvevőinek közös nyilatkozata

### A Krími Platform alakuló csúcstalálkozója
A Krími Platform alakuló csúcstalálkozójára augusztus 23-án került sor Kijevben. A Platformnak ez volt az első hivatalos eseménye, melyen a résztvevő külországok a legmagasabb szinten képviseltették magukat.
A csúcstalálkozón felszólaltak Volodimir Zelenszkij, Ukrajna elnöke, Dmitro Razumkov, a Legfelsőbb Tanács elnöke, Denisz Smihal miniszterelnök, Musztafa Dzsemiljev, a krími tatár nép vezetője, valamint Olha Szkripnik, a Krími Platform szakértői hálózatának képviselője, valamint a külföldi delegációk vezetői.

A tematikus paneleken résztvevő magas rangú tisztviselők, politikusok, külföldi szakértők és véleményformálók a Krím annektálásának elutasítására vonatkozó politika megvalósítására, az Azovi- és a Fekete-tenger régiójának biztonságára, az emberi jogok és a nemzetközi humanitárius jogok kérdéseire, az annektálás ökológiai és gazdasági következményeire összpontosítottak.

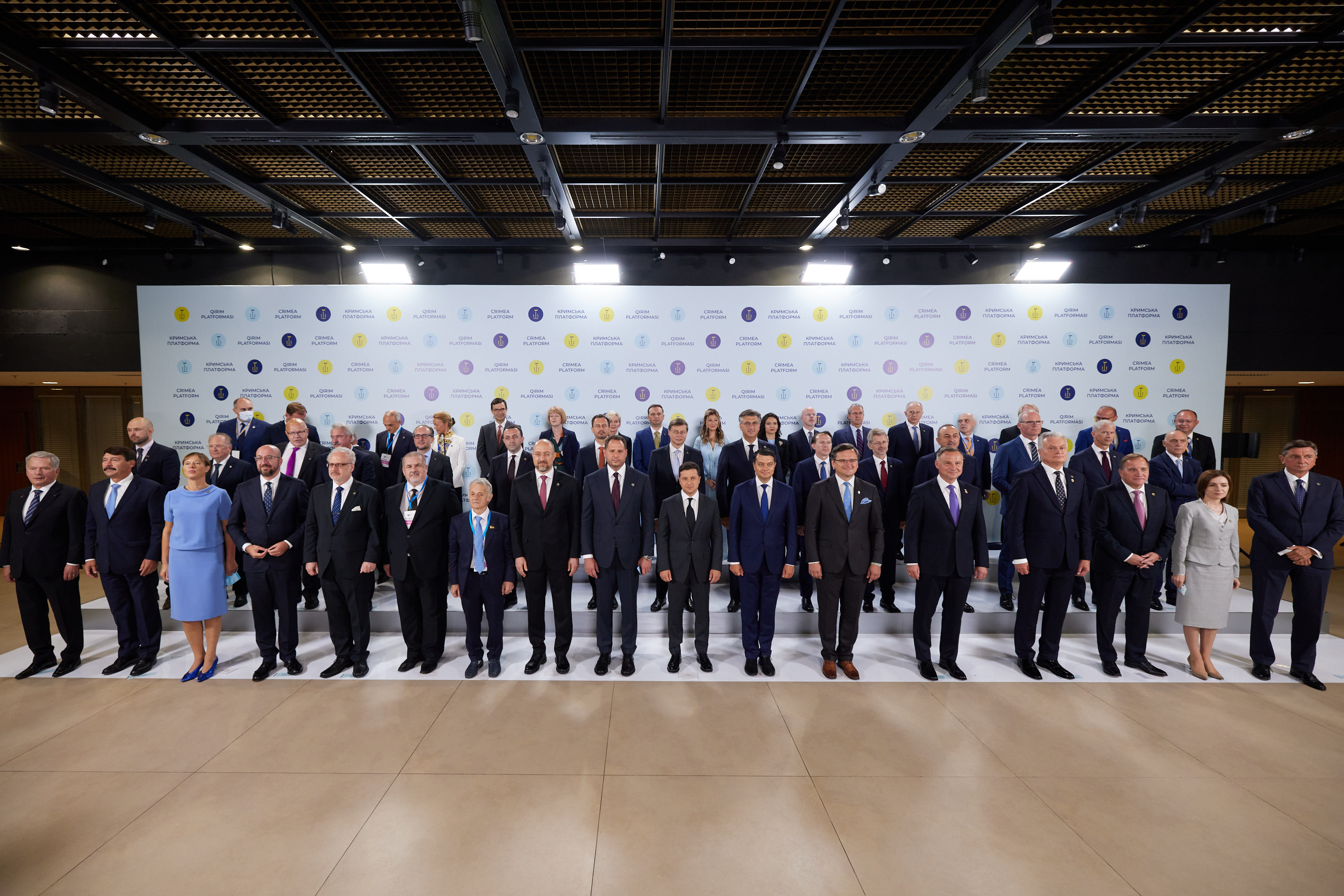
A Krími Platform alakuló csúcstalálkozójának résztvevői

Az ukrán Legfelsőbb Tanács felkérte a nemzetközi szervezeteket és a külföldi államokat, hogy a Krími Platform keretében erősítsék meg az együttműködésüket a közös nyilatkozat elfogadásával a csúcstalálkozó napján.
A csúcstalálkozón 46 ország és nemzetközi szervezet vett részt, köztük:
- Európa országainak háromnegyed része
- az EU és a NATO, mint intézmények
- a Hetek csoportjának (G7) valamennyi tagja
- az EU valamennyi tagországa
- a NATO valamennyi tagállama
- a lublini hármak (Ukrajna, Lengyelország, Litvánia)
- a társult hármak (Ukrajna, Grúzia, Moldova)
- Ukrajna összes szomszédja (Belarusz és Oroszország kivételével)
- a kontinensek négyheted része

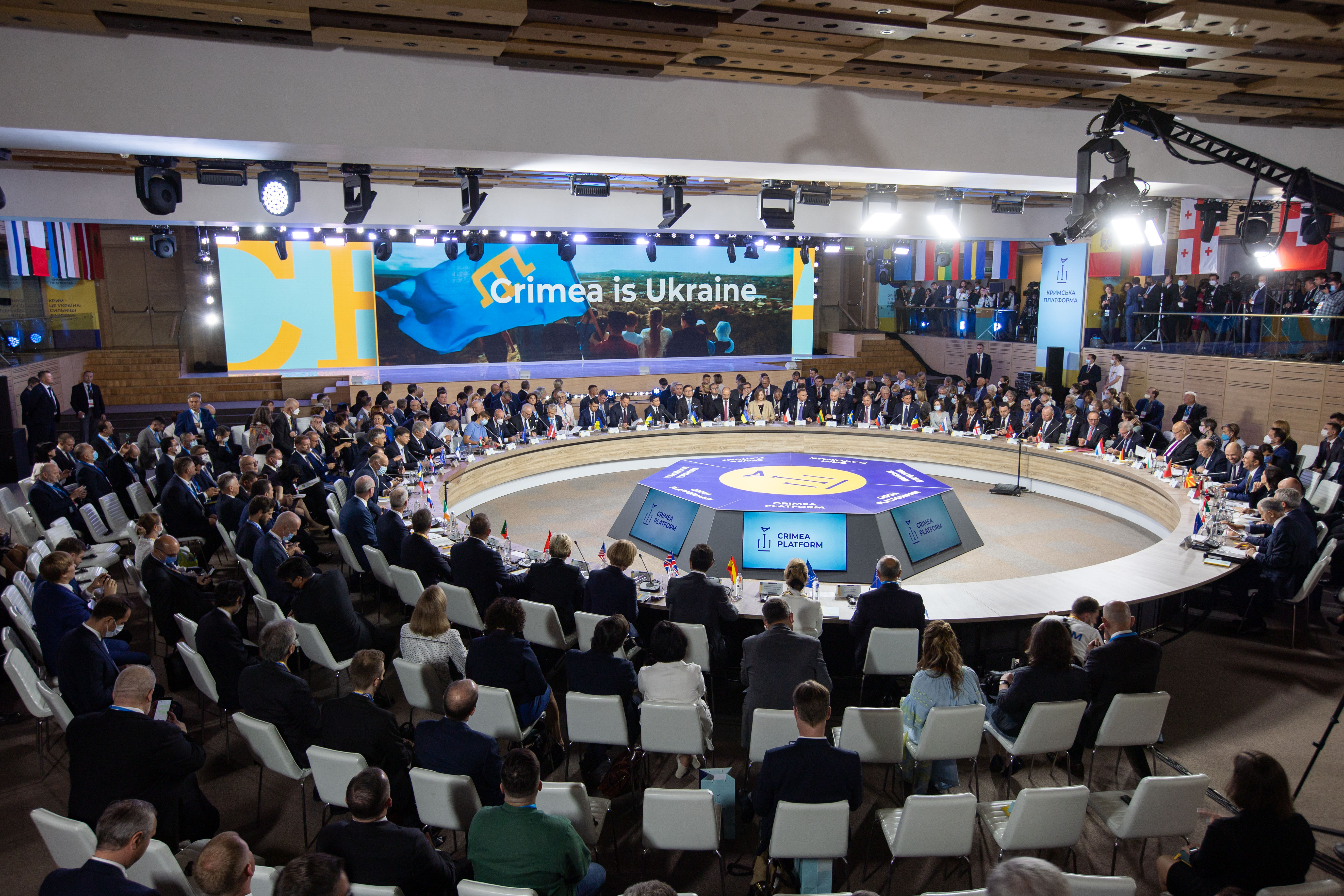
A Krími Platform csúcstalálkozó 2021-ben Kijevben

A csúcstalálkozó volt az Ukrajna által szervezett legnagyobb nemzetközi politikai esemény.
A csúcstalálkozó során 4 panelbeszélgetés zajlott a következő témákban:
1. Az elnemismerés politikája és szankciók
2. Biztonsági kérdések
3. Az emberi jogok védelme az ideiglenesen megszállt Krímen
4. A krími tatár nép jogainak helyreállítása.

A csúcstalálkozó után Volodimir Zelenszkij, Ukrajna elnöke állami kitüntetést adott át a fórum 17 résztvevőjének. Áder Jánost, Magyarország köztársasági elnökét a Bölcs Jaroszlav Fejedelem Érdemrend első fokozatával tüntette ki.

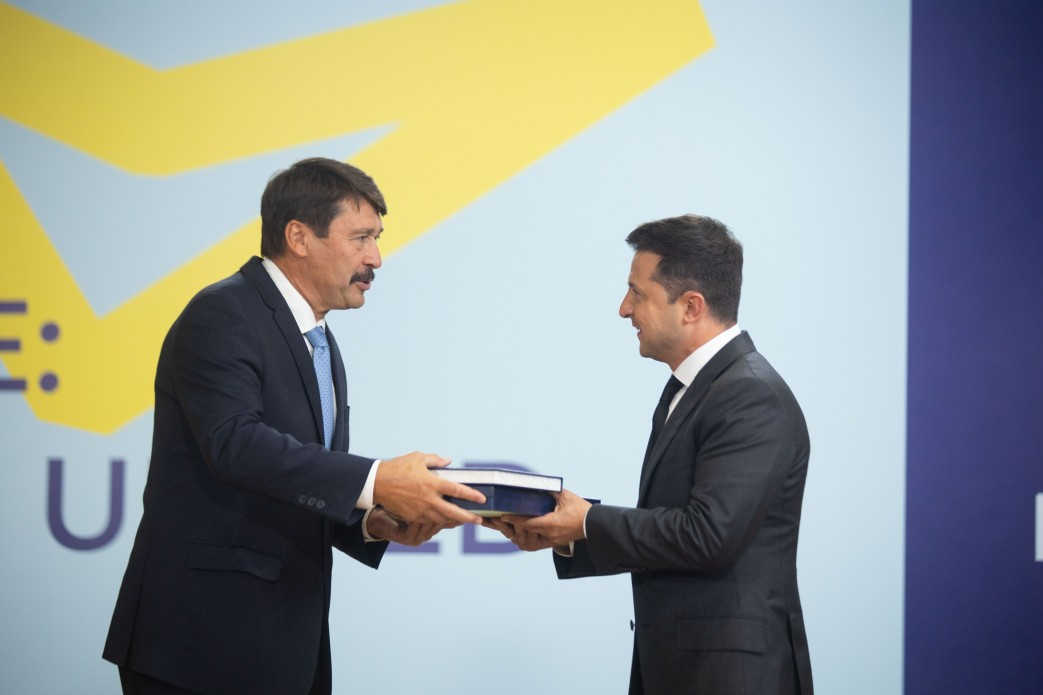
Áder Jánosnak, Magyarország köztársasági elnökének kitüntetése a Bölcs Jaroszlav Fejedelem Érdemrend első fokozatával

### A Nemzetközi Krími Platform résztvevőinek közös nyilatkozata
A dokumentum rámutat:
- a Krími Platform konzultációs és koordinációs fórum a Krím félsziget Oroszország általi ideiglenes megszállása békés eszközökkel való megszüntetése céljából,
- folytatni kell a Krím Oroszország általi illegális annektálása el nem ismerésének politikáját,
- további „politikai, diplomáciai és korlátozó intézkedések” bevezetésének mérlegelése Oroszországgal szemben, „ha ezt a Platform minden tagjának jogrendszere előirányozza, összhangban a megfelelő eljárásokkal, ha szükséges és ha Oroszország intézkedései ezt megkövetelik”,
- szembenállás a Krím militarizálása által okozott új kihívásokkal és hibrid fenyegetésekkel,
- felszólítja Oroszországot, hogy mint megszálló hatalom tartsa be a nemzetközi humanitárius jog rá vonatkozó előírásait, követeli, hogy Oroszország haladéktalanul szüntesse meg a krími lakosokkal szemben az emberi jogsértéseket és a visszaéléseket, biztosítsa a Krímen a jogvédők zavartalan munkáját,
- az ENSZ, az Európa Tanács, az EBESZ, valamint más nemzetközi és regionális szervezetek megfelelő mechanizmusainak alkalmazása az ideiglenes megszállással kapcsolatos problémák megoldása érdekében,
- gazdasági, infrastrukturális és környezetvédelmi projektek támogatási lehetőségeinek mérlegelése az ideiglenesen megszállt Krím félszigettel határos ukrán régiók fejlesztése érdekében,
- a nemzeti parlamentek szerepének elismerése a Krím ideiglenes megszállása elleni küzdelemben, a Krímmel kapcsolatos tevékenység összehangolásának ösztönzése a nemzeti parlamentek között, valamint a parlamentközi közgyűléseken.

A Krími Platform elvárása, hogy a Krím félsziget és Szevasztopol (a hadikikötővel együtt) visszakerüljön Ukrajna fennhatósága alá, felszólítják az Oroszországi Föderációt, hogy konstruktívan vegyen részt a Krími Platform munkájában a félsziget ideiglenes megszállásának megszüntetése érdekében.
A nyilatkozat továbbra is nyitott a csatlakozni kívánók számára.

### A Krími Platform hivatalai
A csúcstalálkozó napján a résztvevők megnyitották a Krími Platform központi irodáját Kijevben a Lipszka út 2. alatt. Az iroda feladatai közé tartozik folyamatosan nyomon követni a megszállt félszigeten az emberi jogok helyzetét, a gazdasági és ökológiai körülményeket, a kulturális örökséget stb., a megszállás felszámolása és a reintegráció stratégiájának előmozdítása a Krím félszigeten, a Krím félszigeten élő ukrán állampolgárok tájékoztatása, az ukrán külügyminisztérium és a nemzetközi partnerek közötti együttműködés szervezése. Az hivatal vezetője Anton Kotrinevics, Ukrajna elnökének állandó képviselője a Krími Autonóm Köztársaságban.
A tervek szerint a Krími Platform a nyilatkozatot aláíró néhány országban is nyit majd irodát.

## Oroszország reakciók
Oroszország megzsarolta és megfenyegette a részt vevő országokat, azt követelve, hogy ne vegyenek részt a csúcstalálkozón, ezért a résztvevők listáját titokban kellett tartani. Oroszország továbbra is törekszik a kezdeményezés hiteltelenítésére.